# 谷山走太
谷山 走太（たにやま そうた）は、日本の小説家である。

## 概要
スポーツを取り扱った作品を描いており、ガガガ文庫より出版している『ピンポンラバー』では卓球を、『負けるための甲子園』では野球を題材として取り扱っている。
第12回小学館ライトノベル大賞で『ピンポンラバー』が優秀賞を獲得し、デビューの獲得と賞金50万円を得た。
第1回令和小説大賞で『負けるための甲子園』が選考委員特別賞を受賞し、書籍化の確約と賞金10万円を得た。

## 作品一覧

### 小説
- 『ピンポンラバー』（イラスト: みっつばー、ガガガ文庫〈小学館〉）
  1. 2018年6月19日発売、ISBN 9784094517347[6][7]
  2. 2018年10月18日発売、ISBN 9784094517590[8][9]
  3. 2019年5月17日発売、ISBN 9784094517866[10][11][12]
- 『負けるための甲子園』（実業之日本社文庫GROW〈実業之日本社〉）
  1. 2021年4月8日発売、ISBN 978-4-408-55659-8[13]
- 『終末世界のプレアデス 星屑少女と星斬少年』（イラスト: 刀彼方、電撃文庫〈KADOKAWA〉）
  1. 2023年5月10日発売、ISBN 978-4049148152[14]

### 漫画
- 『アンチヒーロー』（作画:なつの、HykeComic〈HykeComic〉）[15]